# Eriopyga prasinospila
Eriopyga prasinospila är en fjärilsart som beskrevs av George Francis Hampson 1911. Eriopyga prasinospila ingår i släktet Eriopyga och familjen nattflyn. Inga underarter finns listade i Catalogue of Life.